# Jacqueline Montemurri
Jacqueline Montemurri, née le 18 août 1969 à Lichtenstein en Saxe, est une autrice allemande, surtout connue comme auteure de science-fiction et de fantastique.

## Biographie
Née d'une mère de nationalité italienne qui lui a transmis sa passion pour l'espace, elle grandit à Gersdorf près de Hohenstein-Ernstthal, la ville natale de Karl May. Jacqueline Montemurri a quitté la RDA en 1982 pour s'installer à Dorsten, la ville natale de Cornelia Funke en Rhénanie du Nord-Westphalie. En 1989, elle passe son baccalauréat à l'école polyvalente de Wulfen avant d'étudier l'ingénierie aérospatiale à la Haute école spécialisée FH Aachen (de), où elle obtient son diplôme d'ingénieur en 1995. Elle a rédigé son mémoire de fin d'études au Deutsches Zentrum für Luft- und Raumfahrt. Elle travaille ensuite plusieurs années en tant que maître de conférence au EDB-Bildungsgesellschaft. Elle donne en 2019 des cours d'allemand et d'alphabétisation à l'Association d'aide aux réfugiés de Velbert.
Depuis 2002, Jacqueline Montemurri vit à Neviges, dans l'agglomération de Velbert, avec son époux et leurs deux fils.

## Réception critique
À la suite de l'écriture de Die Maggan-Kopie, Kathrin Melliwa écrit :
« Die Ingenieurin für Luft- und Raumfahrttechnik schreibt mit Leib und Seele Fantasy-Geschichten. Bereits ihr Erstlingswerk „Die Maggan-Kopie“ war ein Erfolg. »
« C'est avec ardeur que l’ingénieure aérospatiale écrit des histoires fantastiques. Son premier ouvrage, Die Maggan-Kopie, fut déjà un succès. »
À la suite de l'écriture du roman Der Koloss aus dem Orbit, Fantasia 960e - Der phantastische Bücherbrief écrit :
« Der Roman an sich hat alles, was eine gute Science Fiction Erzählung benötigt. »
« Le roman en lui-même a tout ce dont une bonne narration de science-fiction a besoin. »

## Œuvre
En 2012 elle publie son premier roman de science-fiction Die Maggan-Kopie, qui est en sélection au Prix allemand de science-fiction l'année suivante. Le recueil Fremde Welt, publié en 2013, est nommé pour le Prix allemand du fantastique dans la catégorie Meilleure anthologie et la première nouvelle du recueil est nommée dans la catégorie Meilleure Nouvelle. En 2019, son roman Der Herrscher der Tiefe est publié dans la série Karl Mays Magischer Orient. L'épisode La Reine de Saba était déjà paru dans le tome 5 de cette série (Sklavin und Königin). En parallèle des publications de livres, Jacqueline Montemurri écrit également des nouvelles qui ont été publiées, entre autres, dans Spektrum der Wissenschaft et dans le magazine de science-fiction Exodus.

## Récompenses et nominations
- 2013 : nomination pour le prix allemand de science-fiction 2013 dans la catégorie Meilleur roman de langue allemande pour Die Maggan-Kopie[9].
- 2013 : 3e place au concours de nouvelles de l'association pour la promotion des voyages spatiaux pour La Fascination de la solitude paru dans Space2014[10].
- 2014 : nomination pour le Prix allemand du fantastique dans la catégorie Meilleure nouvelle en langue allemande pour Journey into the Cosmos from Foreign World[11].
- 2014 : nomination pour le prix allemand du fantastique dans la catégorie Meilleure anthologie originale pour Fremde Welt[11].
- 2015 : 2e place au concours de nouvelles de l'Association pour la promotion des voyages spatiaux pour Schrottsammler publié dans le Space 2016[12].
- 2016 : nomination au prix Kurd-Laßwitz dans la catégorie Meilleure nouvelle en langue allemande pour Sonnenmondfinsternisstern aus Die Magnetische Stadt[13].
- 2018 : 3e place au prix Kurd-Laßwitz dans la catégorie Meilleure nouvelle en langue allemande pour Störfall aus Meuterei auf Titan[14].
- 2020 : Nomination pour le prix allemand de science-fiction dans la catégorie Meilleure nouvelle en langue allemande pour Koloss aus dem Orbit[15].
- 2020 : prix Kurd-Laßwitz dans la catégorie Meilleure nouvelle en langue allemande[16] pour Koloss aus dem Orbit d'Exodus 39[17].
- 2020 : prix Silberner Stephan dans la catégorie « Meilleur livre fantastique pour enfants / jeunesse » pour Das Geheimnis des Lamassu, Karl-May-Verlag[18].

## Publications

### Romans
- (de) Die Maggan-Kopie : Zukunfts-Thriller, Hattingen, Éditions Paashaas, 2012, 192 p. (ISBN 978-3-942614-18-4, OCLC 1073556377)
- (de) Sklavin und Königin, Karl Mays Magischer Orient, tome 5, Bamberg, Karl-May-Verlag GmbH, 2018, 480 p. (ISBN 978-3-7802-2505-4, lire en ligne)
- (de) Der Herrscher der Tiefe, Karl Mays Magischer Orient, tome 7, Bamberg, Karl-May-Verlag GmbH, 2019, 480 p. (ISBN 978-3-7802-2507-8, lire en ligne)
- (de) Das Geheimnis des Lamassu, Karl Mays Magischer Orient, tome 9, Bamberg, Karl-May-Verlag GmbH, 2020, 480 p. (ISBN 978-3-7802-2509-2, lire en ligne)
- (de) Der Koloss aus dem Orbit, Hambourg, Plan9 Verlag, 2021, 368 p. (ISBN 9783948700362, lire en ligne)
- (de) Der verbotene Planet : Far Future Science Fiction, Hambourg, Plan9 Verlag, 2022, 360 p. (ISBN 9783948700645, lire en ligne)

### Nouvelles (sélection)
- Sonnenmondfinsternisstern, dans : Die Magnetische Stadt: 2014 Collection of Science Fiction Stories, Verlag für Moderne Phantastik, Radeberg, 2015  (ISBN 978-3-9816929-5-2)
- Koloss im Orbit, dans : Exodus (de) no 32, 2015  (ISSN 1860-675X).
- Die Faszination der Einsamkeit, dans : Im Licht von Orion: 2015 Collection of Science Fiction Stories, Verlag für Moderne Phantastik, Radeberg, 2016,  (ISBN 978-3-9816929-8-3).
- Schrottsammler, dans : Im Licht von Orion: 2015 Collection of Science Fiction Stories, Verlag für Moderne Phantastik, Radeberg 2016,  (ISBN 978-3-9816929-8-3).
- Das Vermächtnis des Kara, dans : Auf phantastischen Pfaden, Karl Mays Magischer Orient, Karl-May-Verlag, Bamberg 2016,  (ISBN 978-3-7802-2599-3).
- Durchs wilde Ernstthal, dans : Auf phantastischen Pfaden, Karl Mays Magischer Orient, Karl-May-Verlag, Bamberg 2016,  (ISBN 978-3-7802-2599-3).
- humanoid experiment, dans : 'Exodus (de) 34/2016,  (ISSN 1860-675X).
- Relikt aus phantastischen Zeiten, dans : Exode 36/2017,  (ISSN 1860-675X).
- Störfall, dans : Meuterei auf Titan: 2016 Collection of Science Fiction Stories, Verlag für Moderne Phantastik, Radeberg 2017,  (ISBN 978-3-9818752-0-1).
- Haustürverkauf, dans : Spektrum der Wissenschaft (de), août 2017.
- Gesprächstherapie, dans : Spektrum der Wissenschaft (de), août 2018.
- Cibus Unicus, dans : Flucht von Zumura: 2018 Collection of Science Fiction Stories, Verlag für Moderne Phantastik, Radeberg 2019,  (ISBN 9783981875232).
- Koloss aus dem Orbit, dans : Exodus (de) 39/2019,  (ISSN 1860-675X).
- Der Gott des Krieges, dans : Exodus (de) 41/2020,  (ISSN 1860-675X).
- Planet Neun, dans : Singularitätsebenen: 2021 Collection of Science Fiction Stories, Verlag für Moderne Phantastik, Radeberg 2019,

### Collections
- Fremde Welt : Science-Fiction-Anthologie, Éditions Paashaas, Hattingen 2014,  (ISBN 978-3-942614-45-0).
- Störfall : Science Fiction Stories, livres à la demande, Norderstedt 2021,  (ISBN 978-3-753405-89-6).

### Livres pour enfants
- Friedewald, der edle Ritter. Illustré par Volker Kosznitzki. Éditions Paashaas, Hattingen 2018,  (ISBN 978-3-96174-032-1).

### Non-fiction
- Avec Manuela Klumpjan, Was das Dass so alles kann : Übungstexte für das und dass, éditions Paashaas, Hattingen 2016,  (ISBN 978-3-945725-54-2).